# Uroš Ćosić
Uroš Ćosić (Belgrado, 24 de octubre de 1992) es un futbolista serbio que juega de defensa.

## Trayectoria
Tras pasar por el P. F. C. CSKA Moscú donde tuvo que salir cedido al Estrella Roja de Belgrado, se marchó cedido al Pescara Calcio, equipo que lo terminó fichando. En el Pescara jugó 45 partidos a lo largo de tres temporadas y en una cesión, en este caso al Frosinone Calcio.
En 2015 fichó por el Empoli Football Club con el que llegó a jugar en la Serie A. En 2017 fichó por el AEK F. C. de Grecia, con el que debutó en la fase previa de la Liga de Campeones de la UEFA 2017-18 frente al CSKA Moscú.

## Selección nacional
Fue internacional con las categorías inferiores de la selección de fútbol de Serbia.

## Clubes
| Club                               | País        | Año       |
| ---------------------------------- | ----------- | --------- |
| P. F. C. CSKA Moscú II             | Rusia       | 2009-2013 |
| Estrella Roja de Belgrado (cedido) | Serbia      | 2011-2012 |
| Pescara Calcio (cedido)            | Italia      | 2012-2013 |
| Pescara Calcio                     | Italia      | 2013-2015 |
| Frosinone Calcio (cedido)          | Italia      | 2015      |
| Empoli F. C.                       | Italia      | 2015-2017 |
| AEK Atenas F. C.                   | Grecia      | 2017-2019 |
| C. S. Universitatea Craiova F. C.  | Rumania     | 2019-2020 |
| Shakhtyor Soligorsk                | Bielorrusia | 2020      |
| A. E. Larisa                       | Grecia      | 2021      |
| PAEEK F. C.                        | Chipre      | 2021-2022 |
| F. K. IMT                          | Serbia      | 2022-2024 |

## Palmarés

### Títulos nacionales
| Título              | Club                      | País   | Año  |
| ------------------- | ------------------------- | ------ | ---- |
| Copa de Serbia      | Estrella Roja de Belgrado | Serbia | 2012 |
| Superliga de Grecia | AEK Atenas F. C.          | Grecia | 2018 |